# Lizaboni
Lizaboni ist ein Verwaltungsbezirk (Ward) des Distrikts Songea (MC) in der tansanischen Region Ruvuma.

## Geografie
Lizaboni liegt im Südwesten von Tansania im Westen der Regionshauptstadt Songea. Der Bezirk grenzt im Nordosten an Mjimwema, im Osten an Mataware und Mfaranyaki, im Süden an Ruvuma und Subira und im Westen an Ruhuwiko. Bei der Volkszählung 2022 lebten 20.120 Menschen in 5509 Haushalten auf einer Fläche von 4,8 Quadratkilometern.

## Gliederung
Der Bezirk besteht aus sechs Stadtteilen (Mtaa):
- Polisi
- Londoni
- Sokoni
- Mloweka
- Kibulang’oma
- Madizini

## Bildung
Die Londoni Secondary School ist eine staatliche weiterführende Schule, die mehr als 400 Jugendliche bis zur 4. Stufe ausbildet.